# ピーター・ロノ
ピーター・ロノ (Peter Kipchumba Rono、1967年7月31日-)は、ケニアの元陸上競技選手。1500mの選手として1988年ソウルオリンピックに出場。
上位4人が100分の28秒差に入る激戦の上、イギリスのピーター・エリオットらを抑え、3分35秒96で金メダルを獲得。21歳と62日という1500mでは最年少の金メダリストとなった。

## 主な実績
| 年   | 大会                   | 場所                     | 種目  | 結果 | 記録      |
| ---- | ---------------------- | ------------------------ | ----- | ---- | --------- |
| 1986 | 世界ジュニア陸上選手権 | アテネ(ギリシャ)         | 1500m | 銀   | 3分45秒52 |
| 1988 | オリンピック           | ソウル(韓国)             | 1500m | 金   | 3分35秒96 |
| 1989 | ユニバーシアード       | デュースブルク(西ドイツ) | 1500m | 銀   | 3分40秒79 |